# Laubieriellus grasslei
Laubieriellus grasslei är en ringmaskart som beskrevs av Maciolek 1981. Laubieriellus grasslei ingår i släktet Laubieriellus och familjen Spionidae. Inga underarter finns listade i Catalogue of Life.